# 吳文華 (嘉靖進士)
吴文华（1521年—1598年），字子彬，號小江，别號容所，福建福州府連江縣人，民籍，明朝政治人物。

## 生平
嘉靖三十四年（1555年）乙卯科福建鄉試第三十名。嘉靖三十五年（1556年）聯捷丙辰科會試第八十名，進士第二甲第五十名。吏部观政，任南京兵部主事，四十年升员外、郎中，四十二年升湖广提学佥事。四十四年升四川上川南道右参议，平土官鳳繼祖。隆慶二年升广西提学副使，三年十一月升山东布政司右参政，五年正月升本省按察使，十月升江西右布政使，万历元年（1573年）九月遷河南左布政使。万历三年（1575年）六月升应天府府尹，九月以右副都御史巡撫廣西。六年七月遷戶部右侍郎，請終養歸。十一年（1583年）正月起复，再以兵部右侍郎兼都察院右僉都御史巡撫廣西，五月，入为刑部右侍郎，尋轉左。十一月，升右都御史兼兵部右侍郎、总督两广兼巡抚广西。万历十二年（1584年）至十五年（1587年），以兵部右侍郎、右都御史兼任兩廣總督。万历十五年六月官至南京工部尚书，十六年八月改任南京兵部尚书。十七年四月引疾去。二十一年七月仍起南京工部，二十三年三月力辭，虛位三年以待。万历二十六年卒，年七十八，贈太子少保，谥襄惠。《明史》有傳。

## 家族

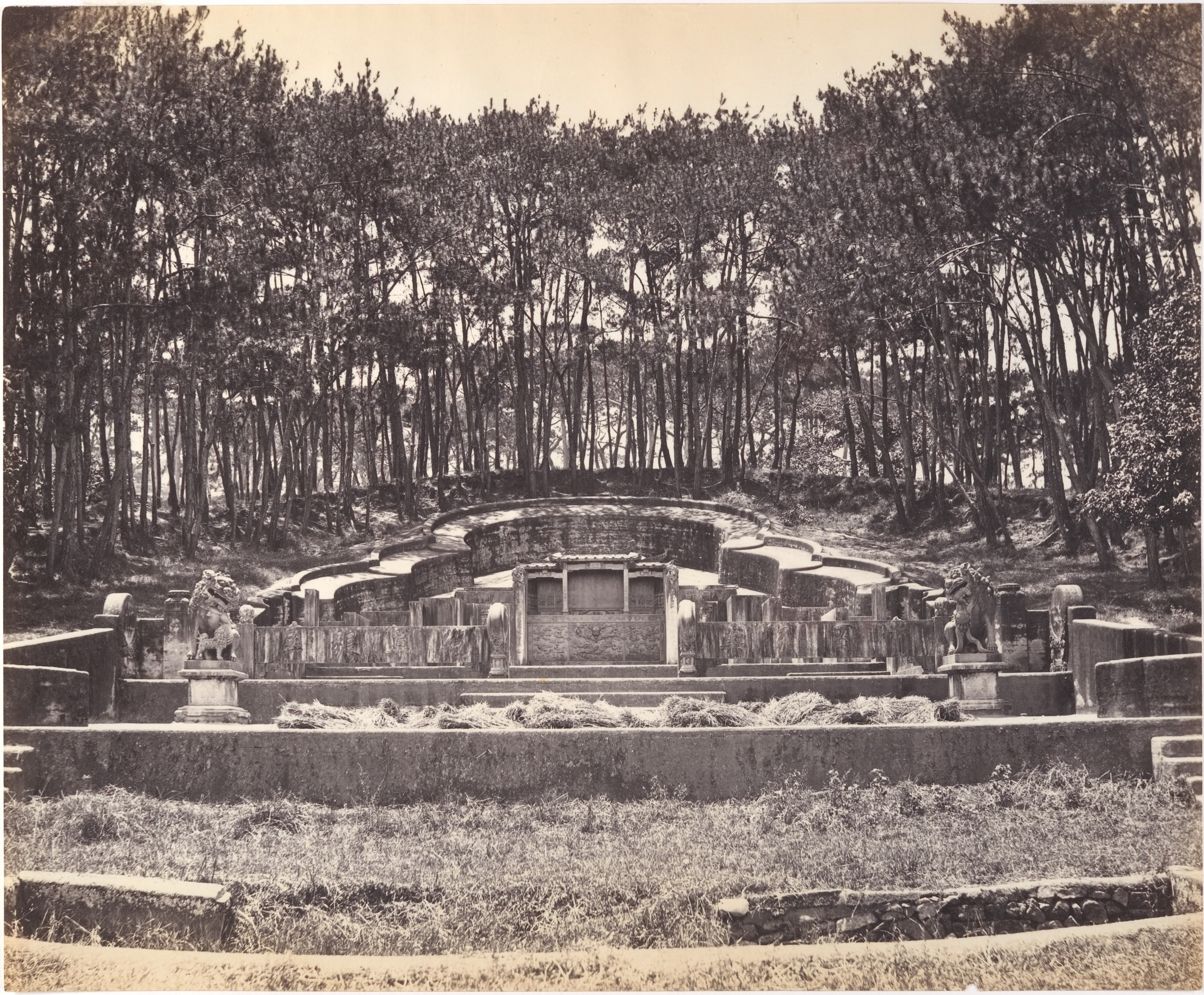
吳文華墓

曾祖吳寅，曾任訓導；祖父吳瑲，贈南京禮部郎中；父吳世澤，曾任按察司副使。母陳氏（封宜人）。弟文莑、文炳（生员）、文英、文莊（生员）。